# Internationaal Cultureel Centrum
Internationaal Cultureel Centrum (ICC) – międzynarodowe centrum kultury, działające w Antwerpii (Belgia) w okresie od 19 grudnia 1969 roku do 1998 roku.

## Historia
19 grudnia 1969 roku Paleis op de Meir w Antwerpii zostaje przekazany belgijskiemu Ministerstwu Kultury, które decyduje się otworzyć w nim międzynarodowe centrum kultury (ICC).
W 1970 r. ma miejsce pierwsza wystawa, prezentująca budowniczych i mieszkańców Pałacu Królewskiego. Również od roku 1970 organizowane były International Encounter on Video w których 5 edycji wzięli udział Polacy związani z warszawską Galerią Remont.
Nowe wcielenie Pałacu Królewskiego szybko staje się znane jako międzynarodowe centrum kultury lub "ICC". Jest pierwszą oficjalną instytucją prezentującą sztukę współczesną we Flandrii.
ICC prezentuje po raz pierwszy doświadczalne jak i fundamentalne formy sztuki współczesnej, sztuki konceptualnej, instalacji, wideo i performance. Jednym z bardziej znanych projektów był "Office Baroque" prezentowany w 1977 roku, stworzony przez Gordon Matta-Clarka. Prezentacje nie zawsze dają się pogodzić z obecnością w pałacu kruchych zabytkowych mebli.
Po otwarciu w 1987 Muzeum Sztuki Współczesnej w Antwerpii (M HKA), ICC staje się w 1990 roku częścią operacyjną Koninklijk Museum voor Schone Kunsten (KMSKA0. W 1998 r. ICC ostatecznie zostaje zamknięte. W budynku otwarte zostaje muzeum filmu.